# XVIe législature de la République italienne
La XVIe législature de la République italienne (en italien : La XVI Legislatura della Repubblica Italiana) est la législature du Parlement de la République italienne qui a été ouverte le 29 avril 2008 et qui s'est terminée le 22 décembre 2012. Elle fut dissoute par le président de la République, Giorgio Napolitano.

## Gouvernements
- Gouvernement Berlusconi IV
  - Du 8 mai 2008 au 16 novembre 2011
  - Président du Conseil des ministres d'Italie : Silvio Berlusconi (PdL)
  - Composition du gouvernement :  PdL, LN, MpA, CN, PT, FdS, DC
- Gouvernement Monti
  - Du 16 novembre 2011 au 28 avril 2013
  - Président du Conseil des ministres d'Italie : Mario Monti (Indépendant)
  - Composition du gouvernement : Indépendant (soutien externe de PdL, PD et UdC)

## Chambre des députés
| Groupe parlementaire | Nombre de sièges |
| -------------------- | ---------------- |
| PdL                  | 276/630          |
| PD                   | 217/630          |
| LN                   | 60/630           |
| UdC                  | 36/630           |
| IdV                  | 29/630           |
| MpA                  | 8/630            |
| SVP                  | 2/630            |
| MAIE                 | 1/630            |

## Sénat
| Groupe parlementaire | Nombre de sièges |
| -------------------- | ---------------- |
| PdL                  | 146/315          |
| PD                   | 119/315          |
| LN                   | 26/315           |
| UdC                  | 3/315            |
| IdV                  | 14/315           |
| MpA                  | 2/315            |
| SVP                  | 3/315            |
| MAIE                 | 1/315            |